# Never Get Old
"Never Get Old" é uma canção do músico britânico David Bowie. No Japão, faixa foi lançada como single do álbum Reality em março de 2004.

## Faixas

### CD - Sony SICP-546 (Japão)[2]
1. "Never Get Old (Radio Edit)" (Bowie) — 3:40
2. "Love Missile F1-11" (James, Degville, Whitmore)